# Aire d'attraction de Saint-Yrieix-la-Perche
L'aire d'attraction de Saint-Yrieix-la-Perche est un zonage d'étude défini par l'Insee pour caractériser l’influence de la commune de Saint-Yrieix-la-Perche sur les communes environnantes. Publiée en octobre 2020, elle se substitue à l'aire urbaine de Saint-Yrieix-la-Perche, qui comportait deux communes dans le dernier zonage qui remontait à 2010.

## Définition
L'aire d'attraction d'une ville est composée d’un pôle, défini à partir de critères de population et d’emploi ainsi que d’une couronne constituée des communes dont au moins 15 % des actifs travaillent dans le pôle. Le pôle d’attraction constitue ainsi un point de convergence des déplacements domicile-travail,.

## Type et composition
L’aire d'attraction de Saint-Yrieix-la-Perche est une aire inter-départementale qui comporte onze communes : cinq situées en Haute-Vienne, quatre en Dordogne et deux en Corrèze.
Elle est catégorisée dans les aires de moins de 50 000 habitants, une catégorie qui regroupe 16,5 % de la population de Nouvelle-Aquitaine en 2020 et 12,2 % au niveau national.

### Carte

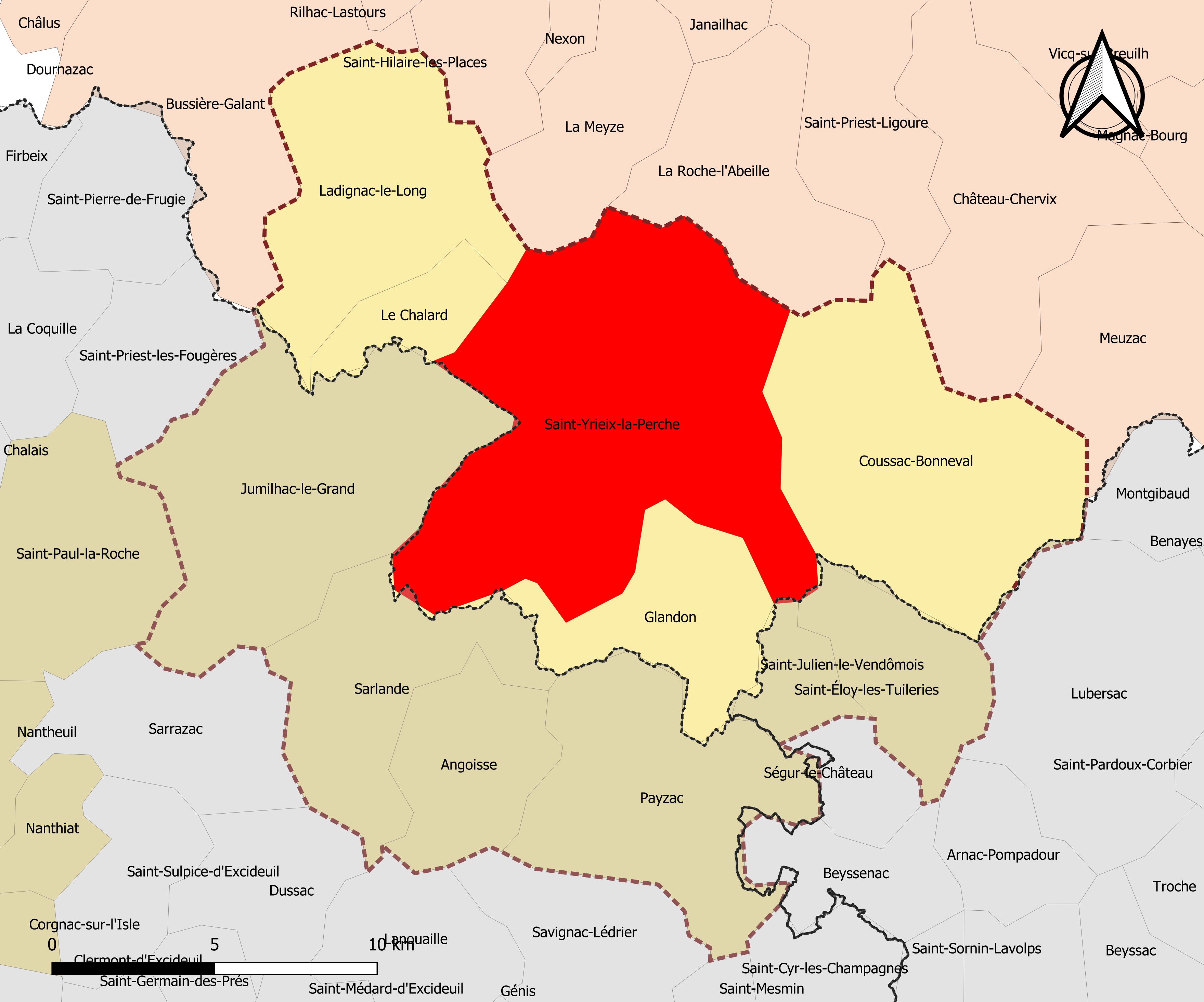
Carte de l'aire d'attraction de Saint-Yrieix-la-Perche.
Commune-centre
Commune de la couronne

### Composition communale
| Nom                                     | Code Insee | Département  | Statut                 | Superficie (km2) | Population (dernière pop. légale) | Densité (hab./km2) | Modifier                                    |
| --------------------------------------- | ---------- | ------------ | ---------------------- | ---------------- | --------------------------------- | ------------------ | ------------------------------------------- |
| Saint-Yrieix-la-Perche (commune-centre) | 87187      | Haute-Vienne | commune-centre         | 100,98           | 6 873 (2022)                      | 68                 | modifier les données · modifier les données |
| Le Chalard                              | 87031      | Haute-Vienne | commune de la couronne | 12,42            | 302 (2022)                        | 24                 | modifier les données · modifier les données |
| Coussac-Bonneval                        | 87049      | Haute-Vienne | commune de la couronne | 66,73            | 1 272 (2022)                      | 19                 | modifier les données · modifier les données |
| Glandon                                 | 87071      | Haute-Vienne | commune de la couronne | 27,47            | 806 (2022)                        | 29                 | modifier les données · modifier les données |
| Ladignac-le-Long                        | 87082      | Haute-Vienne | commune de la couronne | 47,21            | 1 159 (2022)                      | 25                 | modifier les données · modifier les données |
| Saint-Éloy-les-Tuileries                | 19198      | Corrèze      | commune de la couronne | 9,13             | 111 (2022)                        | 12                 | modifier les données · modifier les données |
| Saint-Julien-le-Vendômois               | 19216      | Corrèze      | commune de la couronne | 23,29            | 239 (2022)                        | 10                 | modifier les données · modifier les données |
| Angoisse                                | 24008      | Dordogne     | commune de la couronne | 23,13            | 595 (2022)                        | 26                 | modifier les données · modifier les données |
| Jumilhac-le-Grand                       | 24218      | Dordogne     | commune de la couronne | 66,67            | 1 140 (2022)                      | 17                 | modifier les données · modifier les données |
| Payzac                                  | 24320      | Dordogne     | commune de la couronne | 47,72            | 977 (2022)                        | 20                 | modifier les données · modifier les données |
| Sarlande                                | 24519      | Dordogne     | commune de la couronne | 34,74            | 423 (2022)                        | 12                 | modifier les données · modifier les données |